# Nikola Vujadinović
Nikola Vujadinović cyr. Никола Вујадиновић (ur. 17 lipca 1986 w Belgradzie) – czarnogórski piłkarz występujący w latach 2017-2019 na pozycji obrońcy w polskim klubie Lech Poznań. Wychowanek Crvenej Zvezdy Belgrad.